# Pierrepont (Aisne)
Pierrepont é uma comuna francesa na região administrativa de Altos da França, no departamento de Aisne. Estende-se por uma área de 10,54 km². Em 2010 a comuna tinha 360 habitantes (densidade: 34,2 hab./km²).